# Egregor
Egregor (alternativ Eggregore, Egregora) ist in einigen okkulten Lehren eine Bezeichnung für durch menschliche Gedanken bzw. Willenskraft geschaffene metaphysische Wesenheiten oder Trugbilder im Gegensatz zu Wesen, die als von Gott geschaffen verstanden werden. Der Begriff Egregor wird als westliches Pendant zum tibetischen Begriff Tulpa verwendet.
Eine geistige Wesenheit wird innerhalb der magischen Tradition als Egregor oder als Kraftfeld bezeichnet. Egregor gilt als Synonym für die individuellen Charakteristika einer Gruppe (Gruppenseele). Magische Gemeinschaften sprechen vom Egregor ihrer Gruppe, der auch auf andere ausstrahlen soll. Magische Gruppen arbeiten bewusst an der Erzeugung ihres Egregors. Er werde von deren Leitern kontrolliert und sei ihnen bei magischen Operationen dienlich.

## Begriffsgeschichte
Egregius bedeutet auf Latein „ausgezeichnet, ehrenvoll, ruhmreich“. Im Altgriechischen findet sich έγείρω („wach, erweckt“).
In der modernen Sprache prägte im Jahre 1857 der französische Schriftsteller Victor Hugo den Begriff in seinem Gedicht „La Légende des siècles“. Er verwendete hierbei verschiedene Schreibweisen des Wortes (eggrégore oder egrigor) und ließ die Rezipienten im Unklaren über dessen Bedeutung. Es handelt sich hierbei um eine eigens kreierte französische Wortneuschöpfung, inspiriert von dem aus dem Griechischen entlehnten Wort „egrégoroi“. Das bedeutet „Wächter“. Das Wort erscheint in der Septuaginta-Übersetzung des Buches der Klagelieder sowie im Buch der Jubiläen und im Buch Henoch.
Der Begriff wird im heutigen Sprachgebrauch überwiegend von Anhängern magischer Gesellschaften im Umfeld der Fraternitas Saturni und anderer magisch arbeitender Logen verwendet, im englischsprachigen Raum von Nachfolgegruppen in der Tradition des Hermetic Order of the Golden Dawn oder der von Walter Ernest Butler gegründeten Servants of the Light School of Occult Science. Nach deren Vorstellungswelt erzeugt jede Gruppe von Menschen, die ihre Willenskräfte, Gedanken und Handlungen über einen längeren Zeitraum auf ein gemeinsames Ziel hinlenken, ein die Gruppenmitglieder überspannendes seelisch-emotionales Gedankenkraftfeld, welches von der emotionalen Energie der einzelnen Gruppenmitglieder gespeist wird, aber auch auf die einzelnen Gruppenmitglieder emotional stärkend durch Synchronisation von Ereignissen zurückwirken soll.
Laut Mark Stavish ist das Wirken von „Egregoren“ eines der bestgehüteten Geheimnisse der esoterischen Tradition. Dabei soll es sich keinesfalls nur um jene Kreise handeln, die im landläufigen Sinne als „Esoteriker“ bezeichnet werden. Nach Stavish sind es einflussreiche Zirkel in Politik, Wirtschaft und Religion, die – bewusst oder unbewusst – auf die Macht der Egregore setzen.